# Бывшая с того света
«Бывшая с того света» (англ. Blithe Spirit) — британская комедия режиссёра Эдварда Холла с Дэном Стивенсом, Лесли Манн, Айлой Фишер, Джуди Денч, Эмилией Фокс в главных ролях. Сюжет основан на пьесе Ноэла Кауарда «Blithe Spirit» («Неугомонный дух») (1941), адаптированной для экрана Ником Муркрофтом, Мэг Леонард и Пирсом Эшвордом.
Премьера фильма состоялась 15 января 2021 года.

## Сюжет
Готовясь к написанию книги, писатель Чарльз Кондомин, находящийся в тяжелом творческом застое, посещает спиритический сеанс, проводимый эксцентричной ясновидящей мадам Аркати. Хотя Чарльз с женой Рут и их гости, мистер и миссис Брэдман, относятся к эксперименту весьма скептически. Чарльз слышит голос своей первой умершей жены, Эльвиры, которая появляется перед ним в течение ночи. Всё ещё влюблённая в Чарльза, Эльвира совершает ряд «недобрых» действий по отношению к женщине, занявшей её место, пока она решает, как соединиться в загробном мире со своим невольным супругом[каким?], в результате чего она убивает Рут.

## В ролях
- Дэн Стивенс — Чарльз Кондомин
- Айла Фишер — Рут Кондомайн
- Джуди Денч — мадам Аркати
- Лесли Манн — Эльвира Кондомин
- Джулиан Ринд-Татт — доктор Джордж Брэдман
- Эмилия Фокс — Вайолет Брэдман
- Дейв Джонс — Ховард
- Эйми-Фион Эдвардс — Эдит
- Делрой Аткинсон — преподобный Грин
- Стелла Стокер — Грета Гарбо

## Производство
В мае 2019 года стало известно, что Дэн Стивенс, Айла Фишер и Джуди Денч присоединились к актёрскому составу фильма, режиссёром которого стал Эдвард Холл, а сценаристами Пирс Эшворт, Мэг Леонард и Ник Муркрофт. В июне 2019 года Лесли Манн, Джулиан Ринд-Татт, Эмилия Фокс, Дэйв Джонс и Джеймс Флит присоединились к актёрскому составу фильма.
Съемки начались в июне 2019 года.

## Выпуск
Фильм должен был выйти в прокат в Соединённом Королевстве 1 мая 2020 года, но был отложен до 4 сентября 2020 года из-за пандемии COVID-19. Затем он был ещё раз отложен до 25 декабря 2020 года.
В ноябре 2020 года Sky приобрела права на распространение фильма в Великобритании и выпустит его в кинотеатрах и на каналах Sky Cinema 15 января 2021 года. IFC Films будет распространять фильм в США.

## Критика
На сайте Rotten Tomatoes фильм имеет рейтинг 28 % основанный на 79 отзывах, со средней оценкой 4,7 из 10.